# 티엔치엔 2
천검2는 중화민국이 개발한 암람급 미사일이다.

## 유도방식
중거리와 장거리 대공 미사일은 보통 액티브 레이다 유도를 사용한다. 무게 200 kg 사거리 100 km 정도인 암람급 미사일 이외에도, 무게 500 kg 사거리 400 km인 AA-9 아모스, 무게 1500 kg인 SM-6 등 다양한 중장거리 대공 미사일이 이러한 초기 관성항법 중간 데이터링크 지령유도 종말 액티브 레이다 유도 방식을 채택하고 있다.

## 중화민국 공군이 보유한 모든 공대공 미사일
- 대만 - AIM-9 사이드와인더 사거리:18km, 3,500발.
- 대만 - AIM-7 스패로우 사거리:30km, 1,200발.
- 대만 - AIM-120 암람 사거리:70km, 218발.
- 대만 - 마트라 R550 매직 사거리:15km, 480발.
- 대만 - 미카 미사일 사거리:80km, 960발.
- 대만 - 천검2 사거리:60km